# 662 Newtonia
Newtonia (asteróide 662) é um asteróide da cintura principal com um diâmetro de 23,62 quilómetros, a 2,0082677 UA. Possui uma excentricidade de 0,2140386 e um período orbital de 1 491,83 dias (4,08 anos).
Newtonia tem uma velocidade orbital média de 18,63299077 km/s e uma inclinação de 4,11532º.
Esse asteróide foi descoberto em 30 de Março de 1908 por Joel Metcalf.